# Dresdner Villen

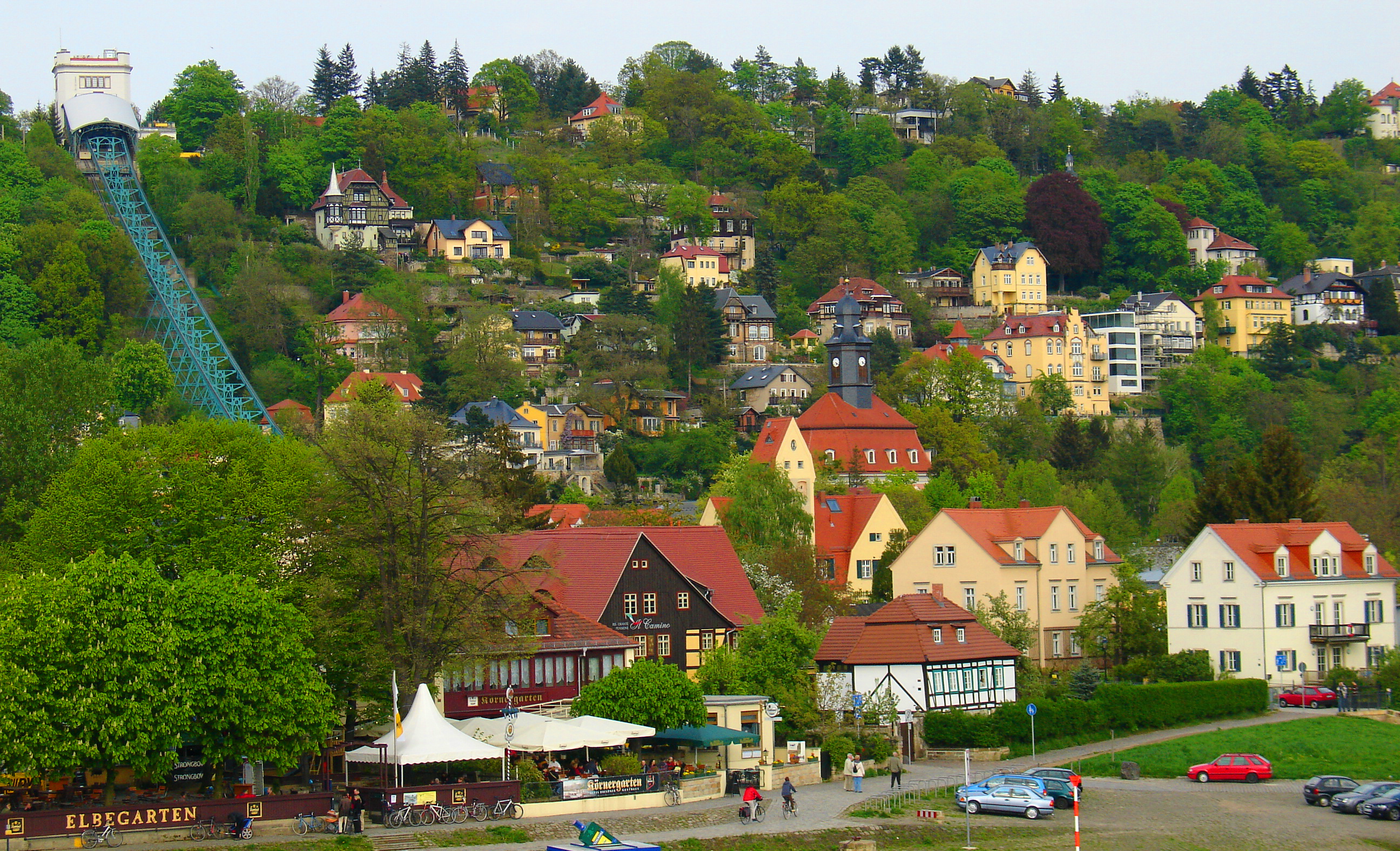
Villen am Elbhang in Loschwitz

Als Dresdner Villen wird die weiträumige Bebauung Dresdens durch Villenkolonien bezeichnet. Diese Viertel bilden neben der geschlossenen Bebauung der Dresdner Vorstädte und der Gartenstädte ein baugeschichtliches Zeugnis der Gründerzeit und Belle Époque, werden aber bis in die Gegenwart auch neu bebaut. Blasewitz und Loschwitz/Weißer Hirsch sind besonders bekannte Villenkolonien Dresdens.

## Stadtteile und Villenkolonien

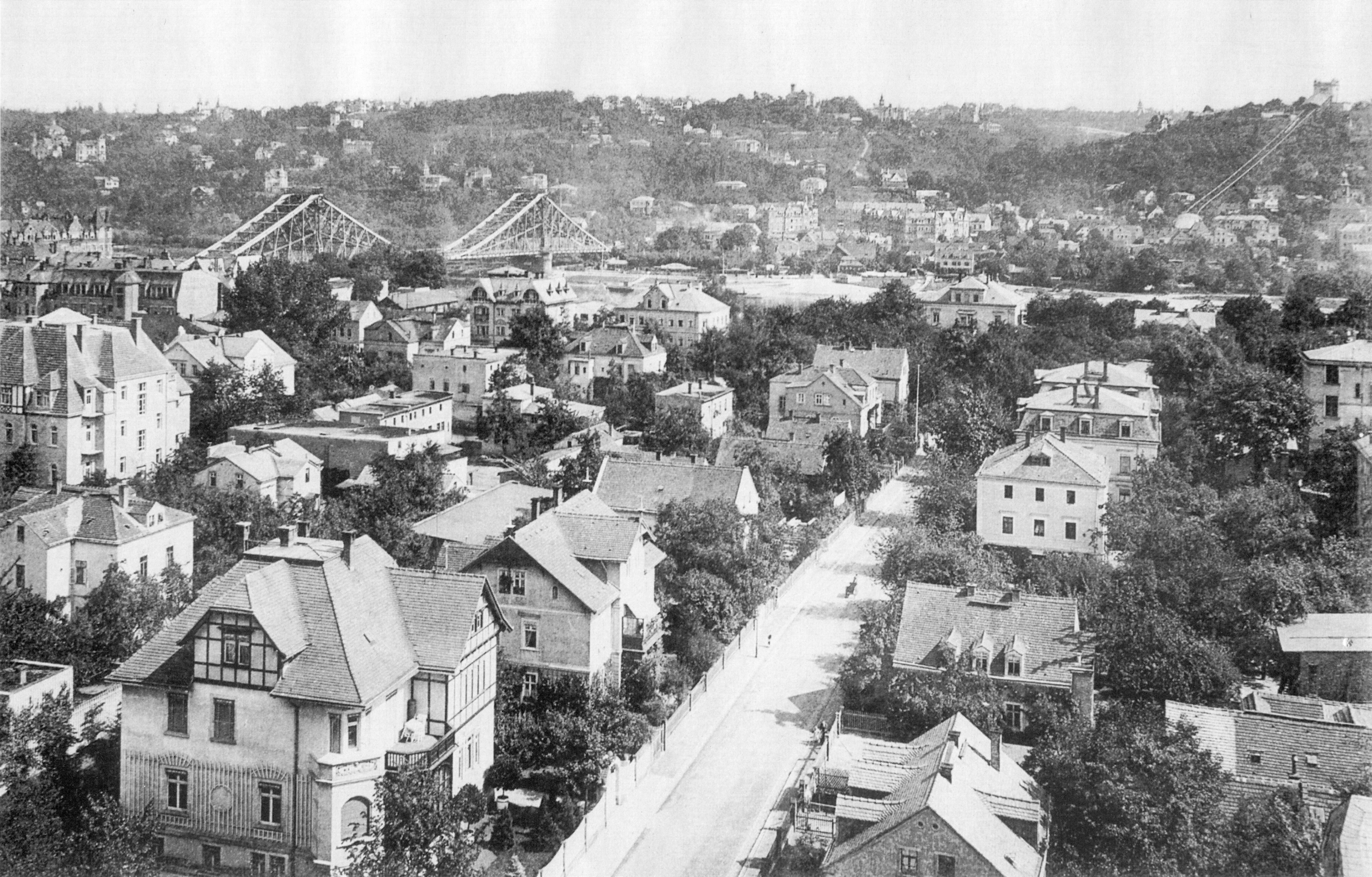
Blasewitz in der Ebene des Elbtalkessels mit seinen schachbrettförmigen Straßenverläufen und im Hintergrund Loschwitz mit Oberloschwitz am Elbhang

Die Strukturen der Villenstadtteile in Dresden sind durchaus unterschiedlich. Teilweise sind die Villenkolonien der Landschaft angepasst, planvoll strukturiert oder an den historischen dörflichen Strukturen angelegt. Die Kolonien sind darüber hinaus teilweise stadtteilübergreifend.
Entlang der Dresdner Elbhänge ziehen sich die Villenkolonien in den nordöstlichen Stadtteilen Radeberger Vorstadt (insbesondere Preußisches Viertel und Waldschlösschenviertel), Weißer Hirsch, Bühlau, Loschwitz und Wachwitz entlang der Bautzner Straße/Bautzner Landstraße in einer Art Landschaftspark zwischen Dresdner Heide und Dresdner Elbtal. Im Zentrum dieser Kette entlang der Elbe stehen die Elbschlösser. Die Anordnung der Bebauung und der Verlauf der Straßen folgt hier der natürlichen Gegebenheit. Durch Stadtteile im Dresdner Nordwesten unterbrochen setzt sich diese Art der Hangbebauung in Radebeul in den dortigen Stadtteilen Oberlößnitz und Niederlößnitz fort. Benachbart und östlich der Lößnitz befinden sich die Villenviertel von Trachenberge insbesondere am Wilden Mann. Ebenfalls am Waldrand der Dresdner Heide, aber vom Elbtal entfernt liegt der Villenstadtteil Klotzsche (mit Königswald) im Norden, der ähnlich wie der Weiße Hirsch bestrebt war, Kurort zu werden.

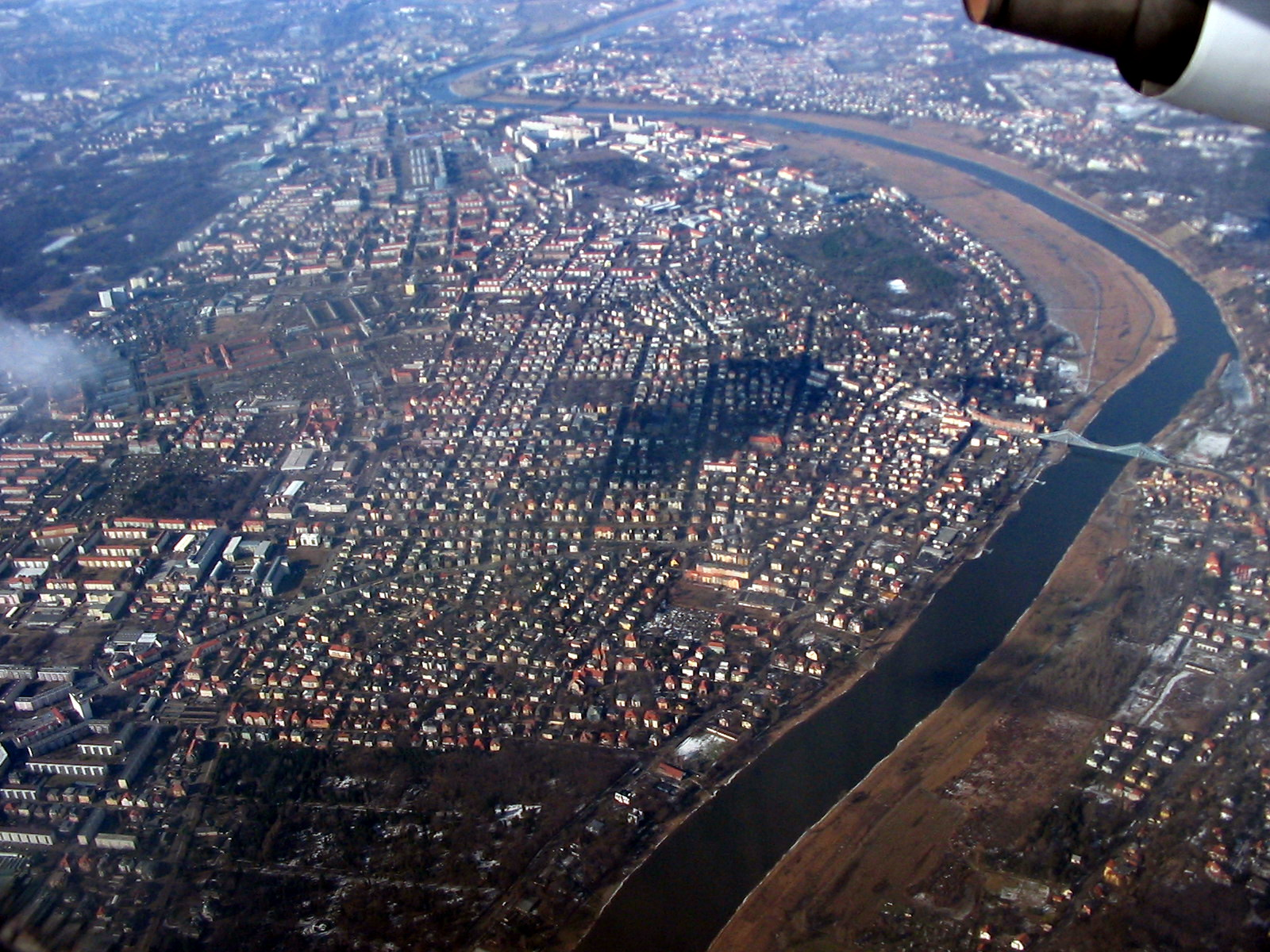
Luftaufnahme von Tolkewitz, Blasewitz (dessen Zentrum links vom Blauen Wunder liegt), Striesen, Gruna und der Johannstadt

In der Ebene am gegenüberliegenden südlichen Elbufer liegen schachbrettförmig angelegte Viertel wie Blasewitz, die östliche Johannstadt, Tolkewitz, Neugruna und Striesen. Weiter südlich wurde in der Südvorstadt (insbesondere im Diplomatenviertel und im Bayrischen Viertel) auch in beginnender Hanglage eine planvolle und geradlinige Struktur angelegt. Ähnlich bebaut ist Niedersedlitz östlich und westlich des Dorfkerns am Lockwitzbach und angrenzend Leuben. Die Bebauung dieser Viertel ist weniger individuell und schlossförmig, sondern erfolgte mehr durch in ihren Grundmaßen gleichen Stadtvillen, die teilweise als Mehrfamilienmietshäuser erbaut wurden. Um den Beutlerpark in der östlichen Südvorstadt bilden die Villenkolonien Terrassen am Hang. In Plauen, Blasewitz und auch in der Südvorstadt sind die zentralen Plätze der Stadtteile geschlossen bebaut, so zum Beispiel am Schillerplatz. In den Stadtteilen Strehlen, Gruna und Johannstadt befinden sich die Villen um den Großen Garten. Der Wasaplatz in Strehlen ist ein Beispiel für teilweise offene Bebauung eines zentralen Platzes. Entlang der Bürgerwiese zogen sich die Villenviertel vom Rand des Großen Gartens bis in die Nähe des Dresdner Rathauses an den Rand der Historischen Altstadt.

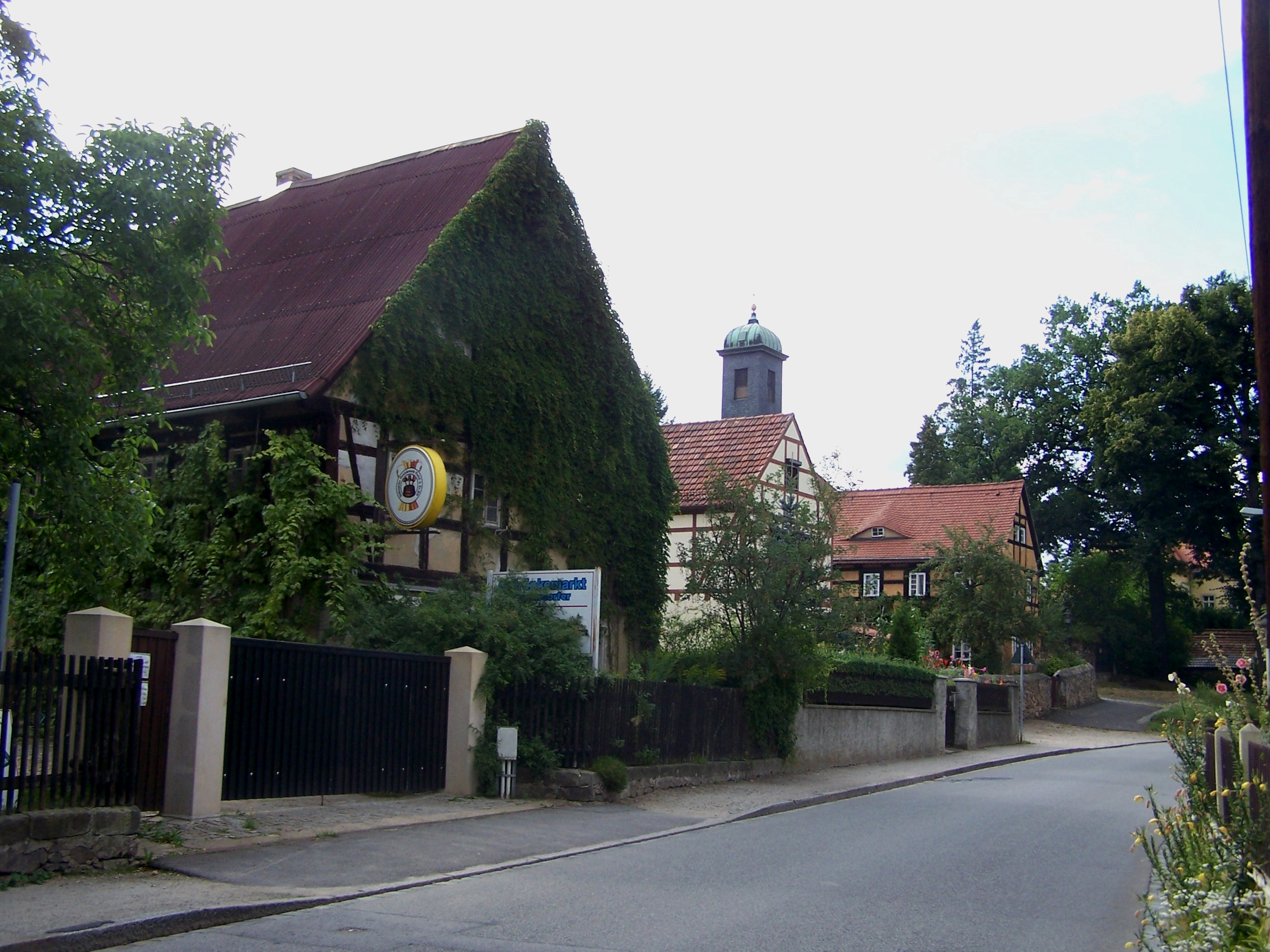
Altklotzsche – In fast allen Villenkolonien ist noch ein historischer Dorfkern enthalten

Von den dörflichen Strukturen sind die Villenstadtteile Laubegast, Kleinzschachwitz, Zschieren und Pillnitz geprägt. Dorfkerne sind in fast allen Villenkolonien außerhalb des Vorstadtrings erhalten. Orte wie Wachwitz, Laubegast oder Blasewitz entstanden als Fischerdörfer und Fährstellen. Pillnitz ist, wie die Radebeuler Stadtteile am Fuß der Lößnitz, auch vom Weinbau geprägt.
Darüber hinaus gibt es Villen als Einzeldenkmäler und teils mit hoher architekturhistorischer Bedeutung sogar in Plattenbaustadtteilen wie Prohlis. Auch im Süden Dresdens entlang des dortigen Hanges und in den Nebentälern gibt es kleinere Villenkolonien in Lockwitz, Torna, Leubnitz-Neuostra, Mockritz und Coschütz.

## Bestand

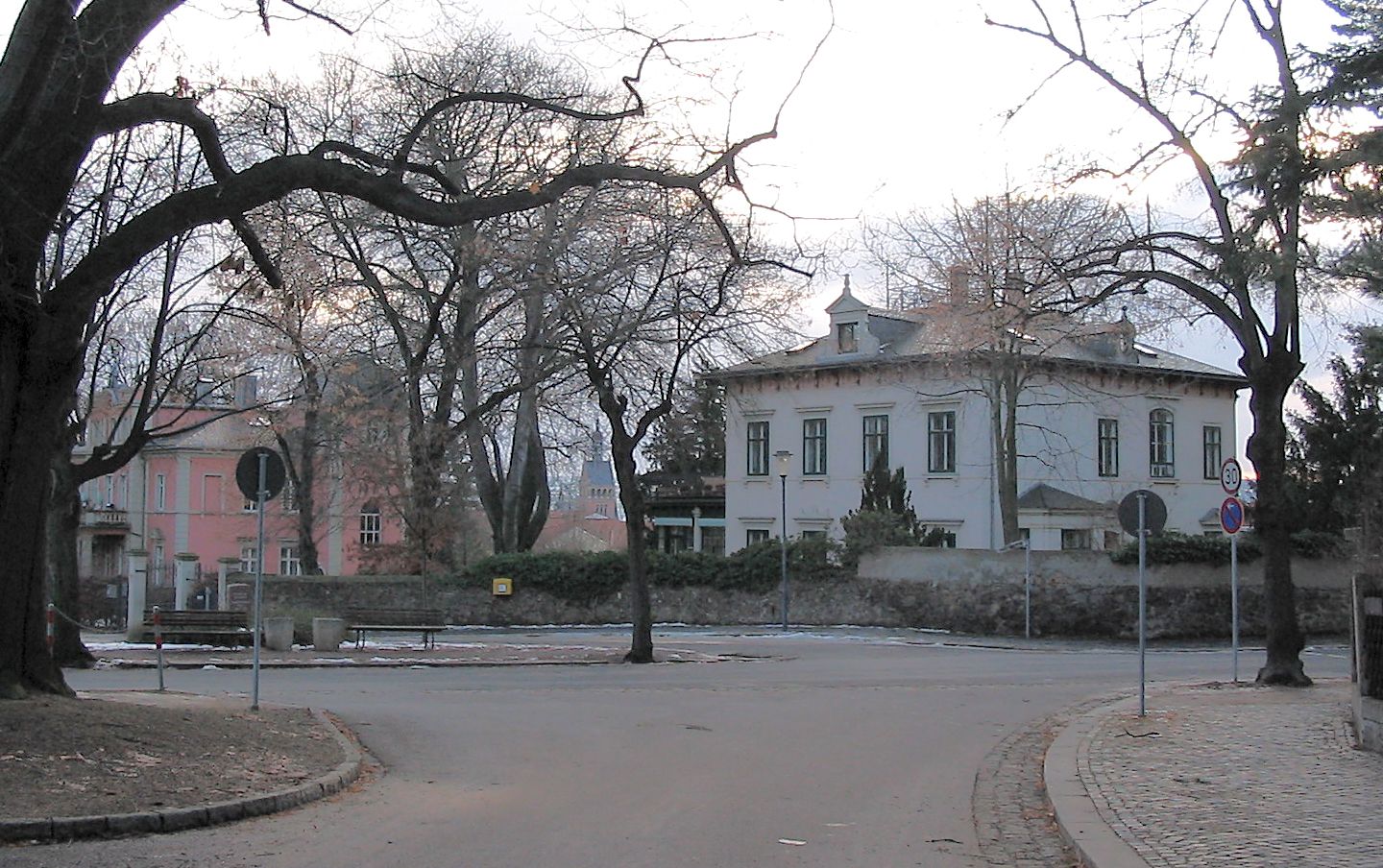
Radebeul-Oberlößnitz ist, wie viele Villenviertel in Dresden, weitgehend erhalten

Die Luftangriffe auf Dresden trafen vor allem die historische Innenstadt Dresdens. Die ehemaligen Villenvororte lagen außerhalb des Angriffsgebiets. Einzig Villenstadtteile in der Nähe der Innenstadt und am Rand des Vorstadtgürtels waren durch Bomben getroffen. So ist in einigen Stadtteilen dennoch einige herausragende Villensubstanz verloren gegangen. Verluste gab es beispielsweise in der Parkstraße im Englischen Viertel (Haus Wettin als ehemals aufwendigster Privatbau der Stadt), in der Bürgerwiese (abgebrochen, ehemals alleeförmiger Renaissance-Übergang von Großem Garten zum Altmarkt), in der Nähe des Wiener Platzes und entlang der Wiener Straße, in Teilen der Südvorstadt, an der Sachsenallee, Prager Straße, Eckpunktbebauung der Brühlschen Terrasse und südlich des Postplatzes.
Auf Grund ihrer Ausdehnung über das Stadtgebiet leben relativ viele Dresdner in den Villenkolonien. Striesen ist mit etwa 40.000 Einwohnern (Stand: 2016) Dresdens größter Stadtteil. Der Stadtbezirk Blasewitz hat mit knapp 90.000 Einwohnern (Stand 2019) die höchste Einwohnerdichte unter den Stadtbezirken Dresdens. Vielerorts werden Villen aber auch als Kanzleien, Praxen und Büros genutzt. Der Erhalt der historischen und denkmalgeschützten Bauwerke wird durch ihren kommerziellen Wert als gehobene Immobilien erleichtert.

## Prägende Baustile

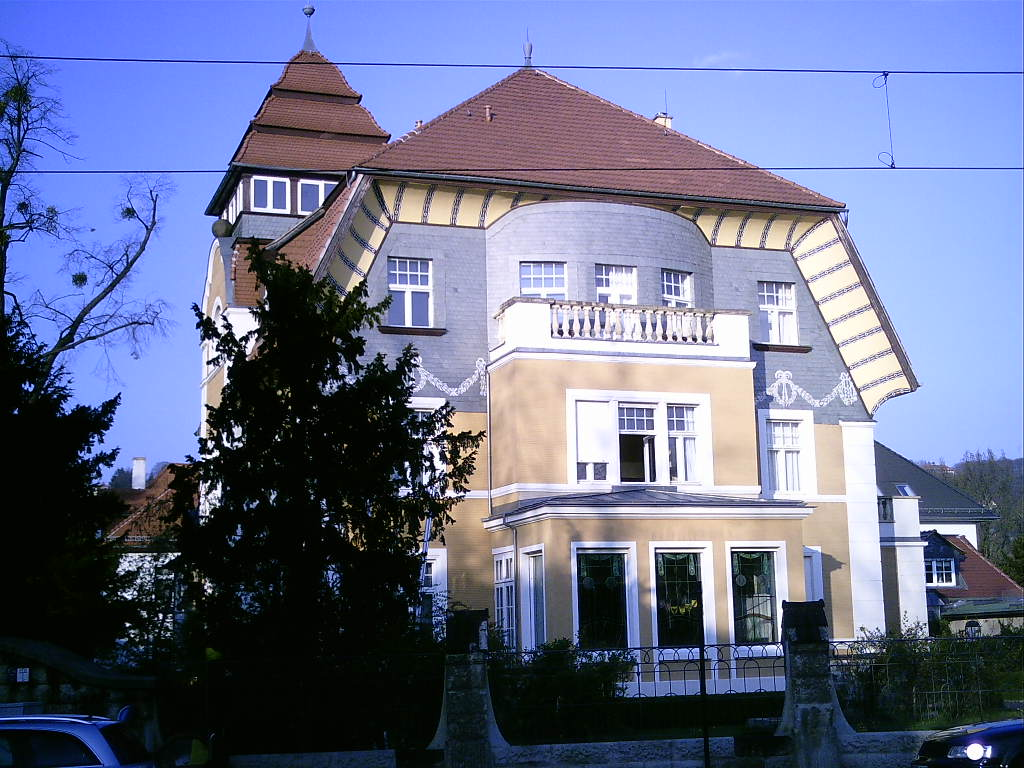
Brücke/Most-Villa in Blasewitz

Während in anderen Regionen pompöse Bauten von der Normalbevölkerung oft als Verschwendung abgelehnt wurden, erfreute sich die oft auch zurückhaltende repräsentative Architektur in Dresden der Beliebtheit bei allen Gesellschaftsschichten und führte zu einer Identifikation mit der Stadt. Blickbeziehungen, vom Barock bis in das industrielle Zeitalter von führenden Architekten ihrer Zeit gestaltet, waren oft wichtiger als einzelne Macht demonstrierende Details.
Die Villenkolonien entstanden in der architektonischen Epoche des Historismus. Dieser nahm Formenelemente vergangener Epochen auf und setzte sie, teilweise in eklektizistischer Kombination, an neuen Bauwerken ein. Großen Einfluss übten Neobarock und Neorenaissance aus, insbesondere die Dresdner Spielart der Neorenaissance, die Semper-Nicolai-Schule, hinterließ viele heute noch erhaltene Bauten. Die Neugotik orientierte sich an französischen Vorbildern und wurde beim Wiederaufbau weniger berücksichtigt als Barock und Renaissance. Sie spielte in der Villenarchitektur an sich nur eine Nebenrolle (Weißes Schloss am Königsheimplatz), der bedeutendste Bau war die Johanneskirche, der bekannteste aber die einfach gestaltete Sophienkirche. Über lange Zeiten gab es Fremdeinflüsse, zum Beispiel neben den dominierenden mondänen Vorbildern auch in russischer und englischer Architektur. So finden sich auch Elemente des Tudorstils oder die Formensprache von Land- und Herrenhäusern sowie Weingütern an Villen.

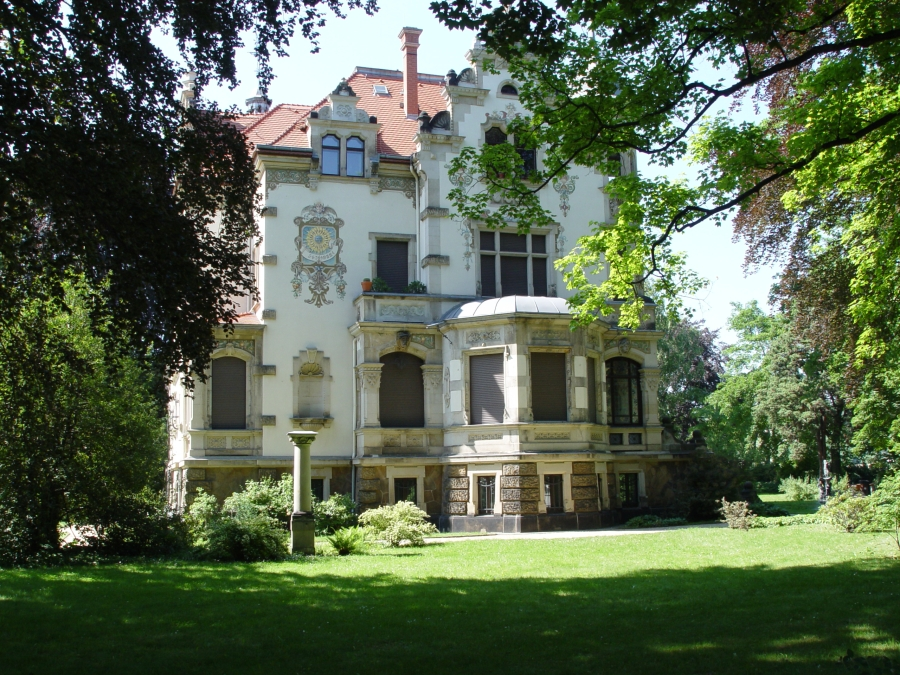
Die heute als Standesamt genutzte Villa Weigang von Max Georg Poscharsky

Neben Schilling & Graebner haben in Radebeul vor allem die Gebrüder Ziller viele stadtbildprägende Villen hinterlassen. Später kamen vereinzelt auch Häuser in moderner und postmoderner Architektur hinzu.